# Синт Питерс - Волюве
Синт Питерс – Волюве (на нидерландски: Sint-Pieters-Woluwe; на френски: Woluwe-Saint-Pierre) е селище в Централна Белгия, една от 19-те общини на Столичен регион Брюксел. Населението му е около 38 200 души (2006).